# 乙酸锰(III)
乙酸锰(III)或三乙酸锰是一个无机化学试剂，常态下为二水合物且一般带有一些乙酸的气味。其化学式为C6H9MnO6.2(H2O)。无水乙酸锰(III)可以从乙酸溶液中结晶析出，其结构与乙酸铁类似，为一个氧中心三体[Mn3(μ3-O)(OAc)6(H2O)3]OAc。 并带有一些桥状乙酸根。乙酸锰(III)的制备通常是用高锰酸钾和乙酸锰(II)在乙酸溶液中反应。
乙酸锰(III)也被用作一个单电子氧化剂，可以氧化烯醇生成α'-乙酰氧基烯醇。 也可以用来氧化α-烷基β-酮酯 和许多1,3-二羰基化合物。其机理都是通过二羰基上的单电子转移至Mn(III)，生成Mn(II)。